# Iliá Grigoriev
Iliá Leónovich Grigoriev (en ruso: Илья́ Лео́нович Григо́рьев; Selishche, 15 de julio de 1922 — Moscú, 1 de mayo de 1994) fue un francotirador soviético que combatió en las filas del Ejército Rojo durante la Segunda Guerra Mundial, en el transcurso de dicho conflicto mató personalmente a unos 328 soldados y oficiales enemigos.

## Biografía
Grigoriev nació el 15 de julio de 1922 en el seno de una familia de campesinos rusos en la aldea de Selishche —actualmente situada en óblast de Tver en Rusia—. Después de graduarse en la escuela secundaria trabajó como presidente regional de la organización paramilitar OSOAVIAJIM. El 16 de febrero de 1941, fue reclutado en las filas del Ejército Rojo.
Comenzó a luchar en la guerra poco después de que la Alemania nazi invadiera la Unión Soviética. Luchó en los frentes de Kalinin, Oeste y en el Segundo Frente Bielorruso y en el Tercer Frente Bielorruso. Participó en batallas cerca de Moscú, en las óblast de Kalinin y Smolensk, en la Operación Bagratión, Lituania, Letonia y Prusia Oriental. Comenzó la guerra en inteligencia, luego fue ametrallador y se graduó en la escuela de morteros, pero no fue hasta más tarde en la contienda que se convirtió en francotirador.
Luego luchó en el Frente Kalinin como parte de la 88.ª División de Fusileros de la Guardia, elevando su cuenta personal a 118 enemigos muertos. Desde la primavera de 1943 sirvió en la 70.ª División de Fusileros.
En agosto de 1942, fue presentado por el mando de la unidad a la Orden de la Estrella Roja por haber matado a dieciocho enemigos. Mediante la orden n.º 640 del 26 de agosto de 1942 le concedieron la Medalla al Valor. Para mayo de 1944, había matado a 301 soldados enemigos, por lo que recibió el título de Héroe de la Unión Soviética el 15 de junio de ese mismo año.
Al final de la guerra, había matado a 328 soldados y oficiales enemigos (incluidos 67 oficiales y dieciocho francotiradores) y había entrenado a 185 nuevos francotiradores, y en el curso de la guerra fue herido seis veces.
Fue desmovilizado en 1946 con el grado de teniente. Trabajó como inspector superior en el Ministerio de Construcción de Transporte. Residió en Moscú, donde falleció el 1 de mayo de 1994 y fue enterrado en el cementerio de Pyatnitskoye.

## Condecoraciones
|  | Orden de Lenin (15 de junio de 1944)                          |
|  | Orden de la Guerra Patria de 1.er grado (11 de marzo de 1985) |
|  | Orden de la Gloria de 2.do grado (21 de mayo de 1944)         |
|  | Orden de la Gloria de 3.er grado (7 de diciembre de 1943)     |
|  | Medalla al Valor (26 de agosto de 1942)                       |